# Biotypologie
La biotypologie humaine est un nom générique donné à diverses investigations de nature anthropométrique et statistique cherchant à mettre en évidence de grandes catégories aptes à regrouper des êtres humains présentant des caractéristiques biologiques communes, corrélées à des traits de personnalité précis,. C'est en quelque sorte une typologie modernisée à partir de la notion de « tempérament » hippocratique.
Les biotypes seraient, selon Marcel Martiny le résultat de la prévalence d'un feuillet embryonnaire sur les autres : l'endoderme privilégie surtout le système digestif ; le mésoderme favorise le développement du système respiratoire et du squelette ; enfin l'ectoderme serait lié majoritairement au développement du système nerveux.

## Historique
On peut rattacher à cette approche celles des physiognomonistes dont Boven s'est fait l'historien. Un des principaux physiognomonistes est assurément Lavater (Essais physiognomoniques, 1772) et plus tard Hartenberg (Physionomie et caractère, Alcan, 1908). Un représentant français de ce courant est Louis Corman, médecin qui a essayé de poser les bases de la morphopsychologie.
Le philosophe Jaspers et le psychiatre Kretschmer ont adopté une attitude positive mais prudente à l'égard des corrélations entre structure corporelle et types psychologiques ou psycho-pathologiques.
Les premiers biotypologistes sont sans doute les Italiens, tels Achille de Giovanni et Giacinto Viola. Ce dernier, sur la base d'une analyse pondérale du squelette, distingue un « normotype » moyen, du « brachytype » (plus ramassé) et du « longitype » (plus allongé). Son continuateur, Nicola Pende, oppose les individus chez qui prédomine l'anabolisme à ceux chez qui domine le catabolisme. Le Français Sigaud préférera décrire des types fonctionnels : le musculaire, le respiratoire, le digestif et le cérébral,.
L'Américain Sheldon a tenté par la suite d'établir de solides bases statistiques à son approche basée sur un rapport poids taille, cependant cette approche fut écartée par les écoles de biotypologie françaises et italiennes, car un rapport poids taille « réduit l'homme à un cylindre ».

## Un outil: l'anthropométrie
Dans les systèmes biotypologiques français et italiens (on retiendra les noms de N. Pende, G. Viola, M. Martiny, E. Schreider...), l'anthropométrie sert de base et de mesure objective permettant la classification de l'individu : elle considère les rapports quantitatifs des parties du corps entre elles (notamment la longueur des membres par rapport à celle du tronc ou encore de la prévalence de diamètres transversaux ou antéro-postérieurs).
D'après N. Pende, il existe néanmoins des indices plus facilement mesurables et permettant de déterminer le biotype dans la majorité des cas : 
- l'indice morphologique,
- le quotient de Manouvrier.

L'indice morphologique est donné par {\displaystyle I={\frac {St}{Ptm}}}
où
- St la stature (taille)
- Ptm le périmètre thoracique médian, mesuré au niveau de la 4e cote.

En moyenne, I varierait de 1,80 à 2, avec un normoligne d'indice à 1,90. 
Plus l'indice est élevé et plus il indique un type longiligne, un indice plus bas indique un type plus bréviligne.
Le quotient de Manouvrier est donné par : {\displaystyle 100\cdot {\frac {MI}{B}}}
avec
- MI longueur des membres inférieurs
- B hauteur du buste.

En mesurant B et MI debout à partir de la symphyse pubienne, la moyenne irait de 95 ou moins pour les plus brévilignes à 108 pour les plus longilignes, le normoligne se situant une fois de plus, à mi-chemin entre les deux.

## Biotypes
Voici, d'après M. Martiny une description très simplifiée des biotypes correspondant à une prédominance purement entoblastique, mésoblastique ou ectoblastique :
- L'entoblastique (ou endomorphe) pur, serait caractérisé par une hydrophilie cellulaire constitutionnelle et une carence vitale mésoblastique musculo-artérielle, expliquant la surchage graisseuse assez caractéristique de ce type. De même, l'endoblastie (ou endomorphie) serait responsable de l'aspect juvénile chez l'être humain. L'entoblastique bréviligne serait généralement petit, aux membres courts, à l'aspect juvénile et "gonflé", aux muscles peu développés, au nez concave, il serait orienté vers les choses et guidé par ses envies corporelles, on peut le comparer au type sensation extravertie de Jung, bien qu'ici la sensation serait rarement « extrême », elle orienterait tout de même la vie du sujet. C'est le bréviligne asthénique de Pende.
- Le mésoblastique (ou mésomorphe) pur, serait « une masse de matière viscéromusculaire, vitalisée par une riche circulation ». L'apparence du mésoblastique serait un bréviligne plutôt petit, trapu, avec un développement en largeur accentué, un bassin étroit, un nez large et crochu, un prognathisme accusé, musculairement massif, le mésoblastique serait continuellement en mouvement, canalisant son excès énergie via une systématisation de ses activités. Pour Martiny, le mésoblastique pur « signe l'animalité humaine dans toute sa robustesse ». Extraverti et actif, il combinerait un besoin de sensations à une personnalité systématisante, orienté par la Sensation de Jung, la Pensée lui permet d'être efficace dans ses quêtes. C'est le bréviligne sthénique de Pende. D'après les travaux du soviétique A. Bojomolets sur le tissu conjonctif, Martiny affirme que le facteur mésoblastique est un élément de jeunesse et de vitalité.
- L'ectoblastique longiligne serait caractérisé par une carence à la fois méso- et entoblastique, résultant en une énergie générale faible, compensée par une activité cérébrale accusée. Les membres seraient bien développés par rapport à un tronc déficient, les poignets sont marqués, les doigts fins et longs par rapport à la paume, signe de longilignité. Ce longiligne asthénique serait le plus souvent petit mais la taille à elle seule ne peut déterminer le biotype. On observerait un rétrognathisme accusé, un nez convexe (sujet à controverse, chez les ectoblastiques les plus longilignes le nez apparaitrait droit plutôt que convexe). Ce biotype se repèrerait facilement par la finesse de son corps. Il correspond à un introverti extrême, les fonctions Pensée et Intuition seraient ici dominantes.

(Martiny considère le biotype étant à parts égales ectoblastique, mésoblastique et entoblastique et comme un biotype pur au même que les constitutions précédentes, et l'appelle « chordoblastique », longiligne et musclé, au nez droit ou bosselé il aurait un fonctionnement harmonieux de ses systèmes corporels, extraverti et meneur d'hommes, on repère ici un bon usage des fonctions Sentiment et Pensée de Jung.)
À partir de ces biotypes purs, toutes les combinaisons seraient possibles : Martiny décrit 8 biotypes repères dans son Essai de biotypologie humaine. Il les considère comme « repères » car ne représentant pas de dysfonctionnement non expliqué par la constitution du biotype ; il les différencie des types "dysplasiques" présentant des anomalies dues à la constitution.
Le visage serait l'expression de toute la constitution du sujet : a priori, il ne serait pas étonnant de trouver des ectoblastiques (au visage fin, petit par rapport à la boite crânienne) en majorité parmi les scientifiques ou des types voisins des biotypes mésoblastique et chordoblastiques parmi les sportifs.